# Werner Keuffel
Werner Keuffel (* um 1820 in Worbis; † Mai 1869 in Querfurt) war ein deutscher Richter und Parlamentarier.

## Leben
Nach dem Besuch des Gymnasiums in Schulpforta seit 1836 studierte Keuffel ab 1840 Rechtswissenschaften an der Rheinischen Friedrich-Wilhelms-Universität Bonn. 1843 wurde er Mitglied des Corps Palatia Bonn. Nach dem Studium schlug er die Richterlaufbahn ein. Er war Kreisrichter und später Kreisgerichtsrat in Querfurt.
Von 1863 bis 1869 saß Keuffel als Abgeordneter des Wahlkreises Merseburg 7 (Querfurt, Merseburg) im Preußischen Abgeordnetenhaus. Er gehörte der Fraktion der Deutschen Fortschrittspartei an.